# Windows Live Core
Windows Live Core（ウィンドウズ ライブ コア）とは、Windows Live のサービスの1つであり、Software plus servicesのプラットフォームである。
Windows Live Coreは、インターネット上から、雲の上にいるかように様々なコンピュータの機能やソフトを取り出せる、クラウド・コンピューティングのプラットフォームとなるものである。
マイクロソフトは、このクラウド・コンピューティングサービス開発のためにマイクロソフトデータセンターとサービスプラットホームのために、効果的なネットワーク化されたコンピュータ・ファームの構築、コンピュータ・ファームの世界的なネットワークに対し、重要な投資を行った。